# Choucador à queue étroite
Poeoptera lugubris
Espèce
Statut de conservation UICN

 LC  : Préoccupation mineure
Le Choucador à queue étroite (Poeoptera lugubris) est une espèce d'oiseaux de la famille des Sturnidae. On parle aussi du Rufipenne à queue étroite.
Cet oiseau vit de manière dissoute à travers l'Afrique équatoriale.

## Description et éléments associés
Les choucadors sont des oiseaux arboricoles au bec fort et pointu et à pattes robustes,,. Ils sont omnivores et consomment aussi bien des fruits que des insectes divers,. Toutes ces espèces sont grégaires et évoluent en groupes moyens à grands,. Le choucador à queue étroite mesure un peu plus de 20 cm de long. Le mâle a une très longue queue étroite étagée, et un plumage noir à reflets violets, sauf sur une partie des ailes où il plutôt noir foncé métallique,. L’iris est jaune. La femelle est plus grise.

## Répartition et habitat
Cet oiseau est observé depuis la Sierra Leone jusqu'au bassin du Congo, puis en Afrique centrale,,,, sans dépasser vers le Nord le milieu de la Côte d'Ivoire. Il est absent par zones, son aire est assez discontinue,,,. 
Poeoptera lugubris, contrairement à la majorité des choucadors et rufipennes africains, préfère les milieux un minimum ouverts, les lisières et les bois. Il n'en reste pas moins un oiseau forestier. 

## Statut de conservation
Selon l'UICN (11/2021), l'espèce est considérée comme de préoccupation mineure.